# Torn and Frayed
«Torn and Frayed»  —en español: «Roto y deshilachado»— es una canción de la banda británica de rock The Rolling Stones, incluida en su álbum Exile on Main St. de 1972.

## Historia
Escrita por Mick Jagger y Keith Richards, la canción está incluida en el lado dos del álbum, cara conocida por canciones de folk acústico y melodías country. 
El crítico musical de Allmusic Bill Janovitz, describió a «Torn and Frayed» como una canción "elástica, un honky tonk de tres acordes, pero no típicamente country... la progresión de los acordes trae a la música góspel a la mente". Janovitz continúa diciendo: "La música llega tan cerca del country-rock definitivo o del country-soul de Stax como cualquier cosa de la época, salvo Gram Parsons - una influencia inmediata en los Stones". Janovitz dice de las letras: "«Torn and Frayed» sigue a un guitarrista vagabundo cuyo 'abrigo está desgarrado y deshilachado".
Gram Parsons estuvo presente en las sesiones de grabación de Exile on Main St. en Nellcôte, y «Torn and Frayed» es quizás el corte con mayor influencia de Parsons jamás grabado por los Stones, con un sabor country-soul que recuerda al disco debut de la banda de Parsons Flying Burrito Brothers The Gilded Palace of Sin de 1969.
De hecho, Al Perkins, amigo y colaborador de Parsons, participa en la grabación de la canción tocando la Pedal steel guitar. Jagger aporta la voz principal y es acompañado por Richards en los coros. Richards proporciona la base de la canción con una guitarra acústica y una Fender Telecaster eléctrica. Mick Taylor toca el bajo y Charlie Watts la batería. El órgano es aportado por Jim Price y el piano es de Nicky Hopkins.
La grabación tuvo lugar en los estudios Sunset Sound de Los Ángeles, entre los meses de diciembre de 1971 y marzo de 1972.
«Torn and Frayed» fue interpretado por los Stones durante el American Tour 1972 y fue reintroducido en setlists durante la etapa 2002 del Licks Tour. 
En 2009, fue versionada por The Black Crowes en su álbum en vivo Warpaint Live. La canción también ha sido versionada por Phish durante sus covers de Exile on Main St. el 31 de octubre de 2009. La canción más tarde apareció en otro de sus shows en vivo en Cincinnati, el 21 de noviembre de 2009, así como durante su presentación en el festival Superball IX en 2011 y en un show en vivo en Pittsburgh el 23 de junio de 2012.

## Personal
Acreditados:
- Mick Jagger: voz, coros.
- Keith Richards: guitarra acústica, guitarra eléctrica, coros.
- Charlie Watts: batería.
- Mick Taylor: bajo.
- Al Perkins: Pedal steel guitar.
- Nicky Hopkins: piano.
- Jim Price: órgano.